# Fernando Vargas Mendoza
Fernando Vargas Mendoza Fundador de la Universidad de Santander - UDES - en el año 1982, www.udes.edu.co, Senador de la República en el 2001 y alcalde de Bucaramanga 2008-2011. Fundador del grupo empresarial Energys , www.energysgroup.co empresa de recursos energéticos con sede en varios países del mundo y viene trabajando en el sector desde 1998.
Ha participado en la creación de importantes empresas relacionadas con el sector financiero, comunicaciones, recursos energéticos, salud, transporte, tecnología, servicios públicos y una fundación de beneficio social en favor de las familias desprotegidas de la región nororiental de Colombia ; gracias a esta gestión ha recibido varias distinciones gubernamentales y gremiales.
.

## Biografía

### Trayectoria
Fernando Vargas hizo su bachillerato en el Colegio Santander de Bucaramanga y posteriormente en la Universidad Industrial de Santander obtuvo su título de Ingeniero de Sistemas. Además cursó una Maestría en Administración de Empresas en la Universidad Santo Tomás,  un diplomado de liderazgo en la Universidad de Harvard, y logró el título de Doctor en Economía de la Universidad de Baja California (México).
Fue Senador de la República en 2001, además es el fundador de la Universidad de Santander. y alcalde de Bucaramanga 2008-2011.
Ha participado en la creación de importantes empresas relacionadas con el sector financiero, comunicaciones, recursos energéticos, salud, transporte, tecnología, servicios públicos y una fundación de beneficio social en favor de las familias desprotegidas de la región nororiental de Colombia; gracias a esta gestión ha recibido varias distinciones gubernamentales y gremiales.

### Distinciones
•	Ejecutivo del año Vanguardia liberal (1987)
•	Ejecutivo del año Cámara Junior de Bucaramanga (1994)
•	Orden del Concejo de San José de Cúcuta (1995)
•	Orden Ciudad de los Santos Reyes de Valledupar de la Asamblea del Departamento del Cesar (1996)
•	Orden Andrés Páez de Sotomayor del Concejo de Bucaramanga (1996)
•	Orden Luis Carlos Galán Sarmiento de la Asamblea de Santander (1998)
•	Orden de la Democracia del Congreso de la República (1998)
•	Orden al Mérito de la Junta de Acción Comunal del Oriente Colombiano (1998)
•	Orden Yariguies de la Alcaldía de Barrancabermeja (1998)
•	Orden al Mérito de la Alcaldía de Bucaramanga (1998)

## Exalcalde de Bucaramanga
En las elecciones cumplidas el 28 de octubre de 2007 Fernando Vargas Mendoza , fue elegido como alcalde de Bucaramanga con un triunfo electoral con más del 49% del respaldo electoral de los bumangueses, para el periodo entre los años 2008-2011.

## Destituciones e Inhabilidades
El 23 de agosto de 2011, mientras ejercía como alcalde de Bucaramanga, fue destituido del cargo por la Procuraduría General de la Nación, debido a irregularidades cometidas en la firma de un convenio con el Instituto Universitario de la Paz, Unipaz, por valor aproximado de $900 millones de pesos; según la Procuraduría, debió sacarlo a licitación pública en lugar de firmarlo de manera directa, ni reconociéndolo como convenio interadministrativo. Además, la Procuraduría lo inhabilitó para ejercer cargos públicos por 10 años. En 2015, lo inhabilitó por otros 11 años debido a irregularidades contractuales presentadas en la construcción de la Fase I del Parque Integral Metropolitano de Bucaramanga. Con auto de 18 de diciembre de 2019 el procurador general de la Nación revocó los fallos de primera y segunda instancia y absolvió todos los cargos.